# 甄萱
甄萱（けん けん、朝鮮語: 견훤、キョン・フォン）は、後三国時代の群雄の一人で、後百済の始祖。

## 生涯
黄澗甄氏（こうかんけんし、황간견씨、ファンガンキョンシ）の始祖で阿慈介（あじかい、아자개、アジャゲ）の息子として尚州加恩県に生まれる。南海の防衛に功を立てて新羅の裨将となった。
国が混乱するすきに乗じて、892年（真聖女王6年）叛乱を起こし多くの城を攻略したあと、武珍州（ムチンジュ）（現在の光州）を占領して独自の基盤を築いた。900年（孝恭王4年）、完山州（ワンサンジュ）（全州）に入城、自らを百済王と称して官制を整備する一方、唐にも使臣を送って国交を結びながら弓裔の泰封と対抗して勢力拡張に力を尽くした。
その後、泰封に代わって王建が立てた高麗ともしばしば戦い軍事的優位を維持した。正開27年（926年）、新羅の都慶州（キョンジュ）を陥落させ、親高麗政策を取った景哀王を殺し、これに代えて金傅を王とした。この際に景哀王の王妃を凌辱するなどの乱行を働き新羅人の恨みを買った。
正開30年（929年）、高敞で王建の軍に敗れたあと徐々に勢力が傾き、王建に投降する臣下が相次いだ。正開35年（934年）、熊津（公州）以北の30城が高麗に占領された。翌年、王位継承問題で長男の甄神剣（けん しんけん、キョン・シンゴム）によって金山寺に流されたが脱出、王建に投降して尚父（しょうほ、サンボ）（「父として尊ぶ」の意）の称号と食邑として楊州を与えられた。
936年、王建に神剣討伐を要請し、後百済を滅亡させた後に黄山寺にて凍傷で死去した。